# أعصاب حشوية حوضية
الأعصاب الحشوية الحوضية أو الأعصاب المُنْعِظَة هي أعصاب حشوية تنشأ من الأعصاب الشوكية العجزية s2 [الإنجليزية] وs3 [الإنجليزية] وs4 [الإنجليزية]، لتوفير التغذية العصبية اللاودية لأعضاء تجويف الحوض.

## بُنيتها
تنشأ الأعصاب الحشوية الحوضية من الفرع البطناني للأعصاب الشوكية العجزية s2 وs3 وs4، وتدخل الضفيرة العجزية. وتنتقل إلى الضفيرة الخثلية السفلية المقابلة لها على جانبها، والتي تقع على الجانبين على جدران المستقيم. وهي تحتوي على ألياف عصبية ودية سابقة للعقدة بالإضافة إلى ألياف واردة حشوية. تتجه الألياف الواردة الحشوية نحو الحبل الشوكي باتباع مسار ألياف الأعصاب الحشوية الحوضية.
يُشار إلى الجهاز العصبي اللاودي باسم «التدفق القحفي العجزي»؛ وتمثل الأعصاب الحشوية الحوضية «المكون العجزي». وهي تقع في نفس المنطقة التي توجد بها الأعصاب الحشوية العجزية [الإنجليزية]، والتي تنشأ من الجذع الودي وتوفر الألياف الصادرة الودية.

## وظيفتها
تساهم الأعصاب الحشوية الحوضية في تغذية الأعضاء الحوضية والتناسلية. تنظم الأعصاب إفراغ المثانة البولية، وتتحكم في فتح وإغلاق المصرة الإحليلية الداخلية [الإنجليزية]، وتؤثر على الحركة في المستقيم وكذلك الوظائف الجنسية مثل الانتصاب.
توفر الأعصاب الحشوية الحوضية وظيفة لاودية في الثلث البعيد من القولون المستعرض، ومن خلال القولون السيني والمستقيم، وعنق الرحم عند الإناث، بما في ذلك نقل الإحساس بالألم. ويزود الثلثين القريبين من القولون المستعرض، وبقية الجزء القريب من القناة الهضمية بأليافه الباراسمبثاوية عبر العصب المبهم.

## أهميتها السريرية
قد يؤدي تلف جذور الأعصاب الشوكية العجزية إلى خلل في المثانة العصبية، وسلس البراز.

## في المجتمع والثقافة
تظهر الأعصاب الحشوية الحوضية كنقطة حبكة رئيسية في «الفردوس الطفيلي الضائع [الإنجليزية]»، وهي حلقة عام 2001 من المسلسل الهزلي الأمريكي المتحرك فيوتشوراما؛ عندما أصيب بطل الرواية فيليب جيه. فراي بالديدان الطفيلية، استخدم بقية أفراد الطاقم أجهزة روبوتية صغيرة لدخول جسمه بقصد دغدغة العقدة الحشوية الحوضية لإثارة تغوط تشنجي معتقدين أنه سيطرد الديدان.